# جايسون فيرغسون
جايسون فيرغسون (بالإنجليزية: Jason Ferguson)‏ هو لاعب كرة قدم أمريكية أمريكي، ولد في 28 نوفمبر 1974 في نيتليتون في الولايات المتحدة.

## وصلات خارجية
- جايسون فيرغسون على موقع مرجع كرة القدم المحترفة.كوم (الإنجليزية)